# Appeasement-politik
Begrebet Appeasement-politik, eftergivenhedspolitik, (fra fransk apaiser, "tilfredsstille") betegner en politisk strategi og måde at imødegå konflikter på, hvor en magt giver efter for en mere aggressiv magt for at undgå yderligere konfrontationer eller i værste fald krig.
En eftergivende magt, der accepterer en aggressiv parts krav i stedet for at afvise eller gå til decideret væbnet modstand, kan have motiver, der er baseret på en pragmatisk vurdering af styrkeforholdet. En eftergivende politik kan også være motiveret af et idealistisk håb om, at konflikten kan mildnes gennem dialog frem for konfrontation, og at begge parter har noget at vinde, hvis den ene part viser sig eftergivende. Endelig kan eftergivenheden være baseret på moralske forestillinger om, at modpartens aggressive fremfærd kan være forståelig, og at man derfor af moralske grunde bør give modparten mere ret.

## Chamberlains appeasementpolitik og dens betydning for 2. verdenskrigs udbrud
Efter 2. verdenskrig har eftergivenhedspolitik fået en meget negativ klang både i politik og i almindelighed, som et udtryk for svaghed, fejhed eller selvbedrag. 
Denne negative klang skyldes den eftergivenhed som de europæiske magter viste overfor Hitlers tiltagende krænkelser af Versaillesfreden frem til anden verdenskrig. Særlig tydeligt blev eftergivenhedspolitikken, da europæiske politikere under ledelse af Storbritanniens premierminister Neville Chamberlain i 1938 gav efter for Nazi-Tysklands krav om landområder i Tjekkoslovakiet, og indgik en aftale om Tysklands annektering af Sudeterlandet. Det førte snart til, at nazisterne besatte den øvrige del af Tjekkiet, og gjorde resten af Tjekkoslovakiet, Slovakiet, til en nazistisk lydstat.
Chamberlains motiv var at afværge en europæisk storkrig, og til grund for hans politik lå en blanding af pragmatiske og moralske grunde. I Sudeterlandet var der et flertal af etniske tyskere, og det syntes rimeligt, at de skulle have lov at blive en del af Tyskland. Mange ledende politikere og intellektuelle mente, at Tyskland havde været udsat for alt for strenge krav efter 1. verdenskrig, og at disse krav var med til at styrke revanchistiske grupperi i Tyskland. Chamberlain var med støtte fra en gruppe britiske politikere, den såkaldte Cliveden-klike, af den opfattelse, og håbede at kunne dæmpe de aggressive tyske bevægelser ved at give efter.
Chamberlain kom tilbage fra München i den klare overbevisning, at han havde sikret "fred i vor tid" (Peace in our time!). I bagklogskabens lys står det klart, at den eftergivende politik udelukkende var med til at styrke Hitler både indadtil og udadtil, og ikke kunne forhindre 2. verdenskrig, der begyndte blot et år efter.
Appeasement kobles i offentligheden ofte til Neville Chamberlain og 2. verdenskrig. Der er en flergrenet debat om, hvorvidt denne appeasement-politik virkelig medførte krigsudbruddet i september 1939. Appeasement havde i 1930'ene stor folkelig opbakning i Storbritannien og nåede sit højdepunkt ved Münchenkrisen i 1938. 

### Traditionalistisk
I 1940 udgav tre britiske journalister, der skrev under pseudonymet "Cato", bogen "Guilty Men". De fordømmer appeasement-politikken. Bogen definerer appeasement som "overlagt overgivelse af småstater på baggrund af Hitlers åbenlyse krænkelser". Dette negative syn medvirker i høj grad til sidestillingen af appeasement med fejhed. I den britiske offentlige mening måtte krig undgås for enhver pris, men traditionalistiske historikere har tendens til at "overse" det og betone, at både appeasement og Versailletraktaten ikke havde kunnet sikre freden. I stedet blev 20'ernes og 30'ernes generation forbandet som "desillusioneret". Chamberlain bagvaskes, fordi han var så urealistisk at følge appeasement-politikken, der under alle omstændigheder ville have ringe succes. Hans politiske rival, Winston Churchill, brugte appeasement-politikkens ultimative fiasko til at fremhæve Chamberlains konservative regerings fordærvelse og til at højne hans egen politiske prestige. Det er imidlertid tydeligt, at Churchill ikke selv mente, at appeasement var en fejl, men snarere personen, der implementerede den. 

### Revisionisme
Den revisionistiske skole opstod i 1950'erne, da en ny generation af efterkrigstidshistorikere tog emnet op. Medens traditionalistiske historikere tenderer til at antage, at appeasement var uvirksom pga. personer som Hitler, har historikere som A.J.P Taylor argumenteret for, at appeasement alene ikke kan beskyldes for 2. verdenskrigs udbrud. Taylor fremhævede, at Hitler måske ikke havde en "plan" for krigen, men at appeasement var en aktiv og ikke passiv politik. At tillade Hitler at konsolidere sig selv var en politik indført af "mænd konfronteret med rigtige problemer, der gjorde deres bedste under disse omstændigheder". 
De før nævnte negative udlægninger af appeasementt tillod man at udvikle sig til en rationel reaktion, der var diplomatisk og politisk passende over for en uforudsigelig mand (Hitler. Nogle historikere har også argumenteret for at Münchenaftalens indgåelse både var en traktat til at sikre freden og en måde at sikre dyrebar tid, eftersom Storbritannien og Frankrig militært set ikke var klar til at konfrontere Tyskland.

### Mod-revisionistisk
Det mod-revisionistiske syn fremkom i de tidlige halvfemsere, hvor historikere evaluerede specifikke aspekter af appeasement, dens oprindelse og hvordan den blev implementeret. Opfattelsen af appeasement bunder i et mere rationelt og balanceret syn og konkluderer, at appeasement sandsynligvis var det eneste valg den britiske regering kunne træffe i 1930'erne, men det var dårligt implementeret, det blev indført for sent og gennemførtes ikke hårdt nok til at indskrænke Hitlers krav. Appeasement var en gennemførlig politik, når man iagttager de anstrengelser, det britiske imperium stod over for i forsøget på at komme sig efter 1. verdenskrig. 
Herfra argumenterer mange, at den britiske nationalidentitets forfald fik Chamberlain til at påtage en politik, der var passende for Storbritanniens kulturelle og politiske nødvendighed. McDonough er en vigtig mod-revisionist, der beskriver appeasement som et redningsforsøg på at opmuntre Hitler til at løse sin grådighed fredeligt, og at "Chamberlains største fejl var at tro, at han kunne lede Hitler ned ad fredens sti, når Hitler i virkeligheden selvsikkert var på krigsstien..."